# Typhochrestus bifurcatus
Typhochrestus bifurcatus är en spindelart som beskrevs av Simon 1884. Typhochrestus bifurcatus ingår i släktet Typhochrestus och familjen täckvävarspindlar. Inga underarter finns listade i Catalogue of Life.